# Maják Kõpu
Maják Kõpu (estonsky Kõpu tuletorn) je pobřežní maják, který stojí na pobřeží ostrova Hiiumaa v Finském zálivu v Baltském moři v Estonsku. Je jedním z nejznámějších symbolů a turistických památek ostrova Hiiumaa. Od roku 1999 je maják zapsán v seznamu kulturních památek Estonska pod číslem 23453.
Maják patří mezi nejstarší majáky světa, který od svého založení v roce 1531 je nepřetržitě používán. Maják je ve správě Estonského námořního úřadu. Estonské registrační číslo Úřadu námořní dopravy (Veeteede Amet) je 668.
Maják označuje mořskou mělčinu Hiiu madal a varuje lodi před mělčinami u pobřeží. Dosvit majáku je 26 námořních mil (48 km), od roku 1997 převzal hlavní část navigační služby radar.
Kõpu maják je znám pod dřívějším švédským názvem maják Upper Dagerort.

## Historie

### Výstavba původní věže
Nejvýznamnější plavební dráhy východ-západ vedly přes písečnou lavici (mělčinu) Hiiu v Baltském moři. Hanzovní obchodníci hledali už před rokem 1490 místo k označení jako orientační bod. Kolem roku 1490 požádali biskupa biskupství Ösel-Wiek o povolení postavit mezník na poloostrově Köpu, který by byl pod kontrolou biskupa. Tato žádost nebyla realizována.
Na setkání Hanzy v Lübecku v roce 1499 byla vznesena k biskupovi žádost o postavení majáku. Dne 20. dubna 1500 biskup Johannes III. Oragas souhlasil s výstavbou kamenného sloupu. K pokrytí nákladů na výstavbu musela městská rada v Tallinnu stanovit zvláštní daň na celou dobu výstavby majáku.
Výstavba měla začít v létě roku 1500, ale stavba byla zastavena z důvodu vyhlášení války Walterem von Plettenberg, mistrem Livonského řádu. Válka trvala až do roku 1503. Na jaře roku 1504 byl nakoupen a dovezen stavební materiál, ale na podzim téhož roku byly práce přerušeny protože vypukla epidemie. Práce byly přerušeny v roce 1505, kdy zemřel 28. prosince 1505 v Tallinnu Lambert Ottingk, radní odpovědný za stavbu. Podle záznamů účetních knih o stavbě majáku Köpu z období 1507–1533 byly vynaloženy peníze na maják od 12. května 1514 do 12. října 1532. Částky ukazují na to, že práce probíhaly od roku 1514 do 1519, později bylo vynaloženo jen pár větších částek. Na vrcholu majáku byl oheň poprvé zapálen na podzim roku 1531. Z věže vysoké 20 metrů a osm metrů široké byl za jasného dne oheň viditelný až do vzdálenosti 20 km od pobřeží.

### Rekonstrukce a přestavby
V roce 1649 bylo na vnější stěně věže přistavěno dřevěné schodiště a na vrcholu instalován železný rošt. Původně bylo plánováno spalování kamenného uhlí, ale kvůli vysokým přepravním nákladům bylo používáno dřevo.
Oheň spotřeboval až 1000 sáhů (3620 m3) palivového dřeva ročně v průběhu 180 denního plavebního období. Bylo to tak veliké množství, že způsobilo odlesnění většiny poloostrova Kõpu. Na majáku pracovala každou noc osádka šesti mužů, ale bouře uhasínaly oheň. V roce 1652 bylo vydané nařízení, že oheň musí být silný a vysoký (asi dva metry).
Hrabě Axel Julius De la Gardiev roce 1659 koupil ostrov Hiiumaa od švédského krále za 38 000 tolarů a převzal správu majáku. Maják byl zvýšen na 35,6 m a dřevěné schody nahrazeny železnými. Světlo ohně bylo viditelné do vzdálenosti 24 km. Oheň byl zapalován hodinu po setmění a uhašen hodinu před východem slunce.
V roce 1792 koupil maják baron Roman Ungern-Shternbert. Každý rok požadoval na státu 5000 rublů ve stříbře na osvětlení. Ze státní pokladny až do roku 1796 dostával poloviční částku. Po tomto roce baron nadále udržoval maják v činnosti až do roku 1805. Náklady na provoz byly rozděleny mezi rolníky nejbližších vesnic s tím, že byli uvolnění od ostatních povinností.
V roce 1805 převzalo správu majáku Ruské impérium. V roce 1810 začala velká rekonstrukce majáku. Z jižní strany v opoře věže bylo vybouráno schodiště a místnost pro šest mužů. V horní části majáku byly postaveny dvě pomocné místnosti (nad sebou), ve druhé vyšší místnosti ve výšce 35 m byly uskladněny lampy. V lucerně bylo instalováno 23 olejových lamp s postříbřenými mosaznými reflektory. Svítilny spalovaly konopný olej a jejich spotřeba činila 3,28 tun oleje ročně.
V roce 1845 horní část majáku prošla rozsáhlou rekonstrukcí a přestavbou. Maják získal konečnou výšku 36 m. Pro svítilny a optické zařízení byla postavena dřevěná konstrukce s cylindry.
Maják byl pod námořní správou, která stanovila první pravidla pro údržbu. Maják se rozsvěcel a zhasínal v souladu s východem a západem slunce. Během bouřlivého počasí byl spravován podle kalendáře. Maják svítil neustále od 1. července do 1. května tj. 10 měsíců v roce.
V rámci svých reforem velkokníže Ruska Konstantin Nikolajevič požadoval v roce 1859 modernizaci majáku Kõpu. V roce 1860 bylo instalováno nové otočné zařízení vyrobené manufakturou Le Paute v Paříži. Pomocí kladkostroje se otáčecí zřízení otáčelo rychlostí jedné otáčky za čtyři minuty. Zařízení mělo jednu lampu Carsel se čtyřmi soustřednými světelnými zdroji a s Fresnelovou čočkou. Ke svícení byla spotřeba 0,5 kg řepkového oleje za hodinu, olejová pumpa byla poháněna hodinovým strojkem. Světlo bylo viditelné do vzdálenosti 27 nm (50 km). Obsluha majáku byla v počtu sedmi osob, přičemž jeden z obsluhy musel být neustále v blízkosti světelného zdroje.
V roce 1869 byl zaveden telegraf a v blízkosti majáku postavena záchranná stanice. Telegraf pracoval až do roku 1898, kdy byl nahrazen telefonem.

### Dvacáté století

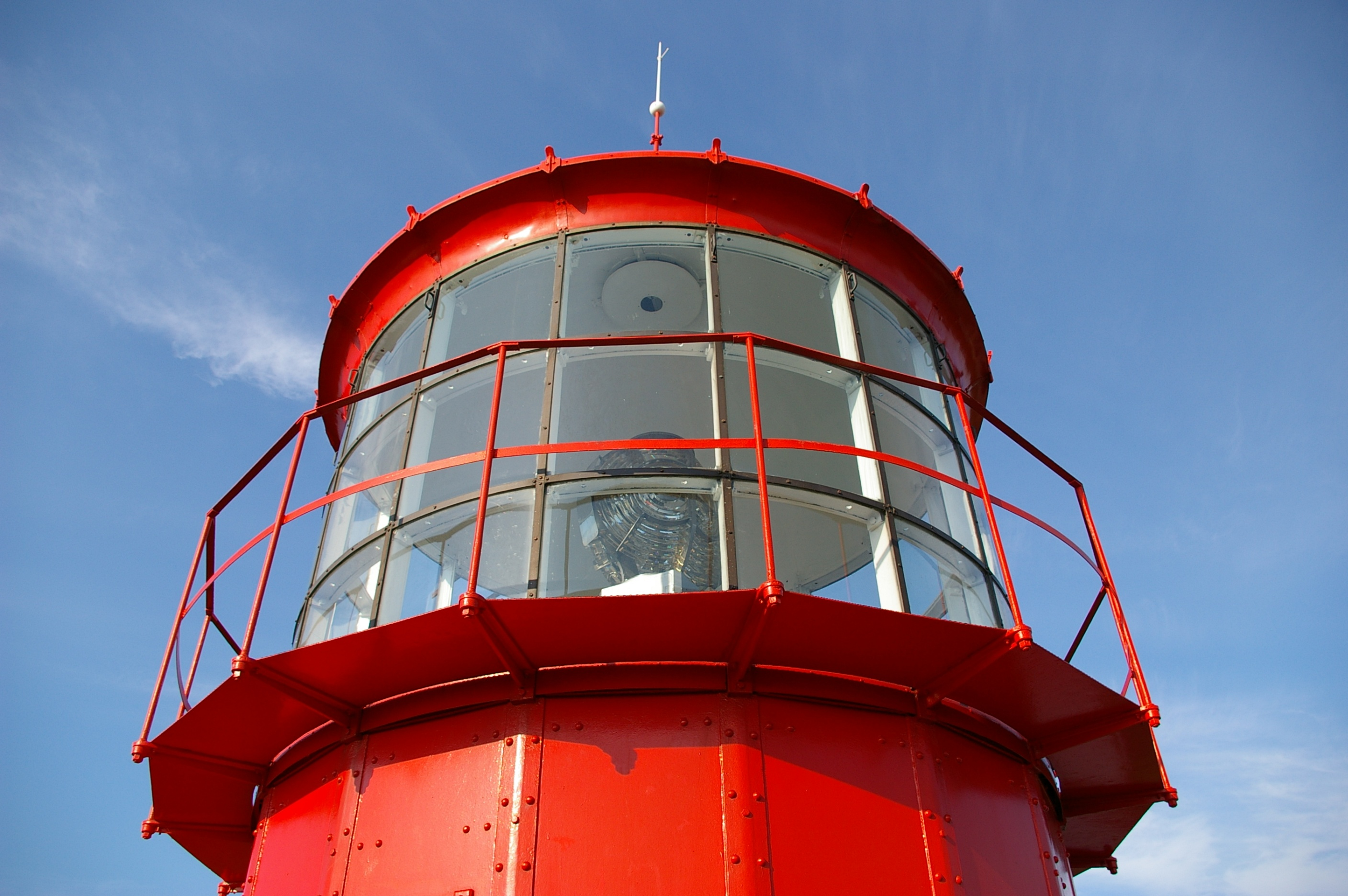
Lucerna majáku Köpu

Nové světelné zařízení bylo zakoupeno na světové výstavě v Paříži v roce 1900 za tři milionů zlatých rublů. Nové zařízení (včetně světelné komory) byl vyroben společností Sautter, Marlé & Co v Paříži. Instalace byla provedena v roce 1901. Zařízení používalo petrolejové lampy s plynovou punčoškou. Litinový systém plaval a otáčel se ve rtuťové lázni, která působila jako ložisko. Lázeň obsahovala na 500 kg rtuti.
Celý světlo-optický systém byl otáčen závažím o hmotnosti 400 kg a musel být každé dvě hodiny převíjen.
V roce 1939 maják prošel rekonstrukcí. Jeho zdi byly natřeny velmi kvalitní olejovou barvou, která v zabraňovala odpar vody z omítky a zdiva. Z toho důvodu během dalších desetiletí došlo k zhoršení stavu omítky.
V roce 1940 byl maják napojen na elektrickou rozvodnou síť. V srpnu 1941 německé bombardéry poškodily osvětlovací systém.
Po druhé světové válce byly testovány různé optické systémy. V roce 1949 byl instalován Kohlerův generátor se stacionárním elektrickým světelným systémem. Nový systém rotačního osvětlení (EMV-3) byl instalován v roce 1963, čímž byl maják plně automatizován. Byl v provozu až do roku 1982, kdy byl instalován experimentální systém EMV-930M (vyrobený na Ukrajině). Mechanismus otáčení optického systému používá otočné magnetické pole. Optika přinesla šesti až osminásobný nárůst efektivity světla vyzařovaného křemíkovou lampou o výkonu 1 kW. Tento světelný systém je stále používán.

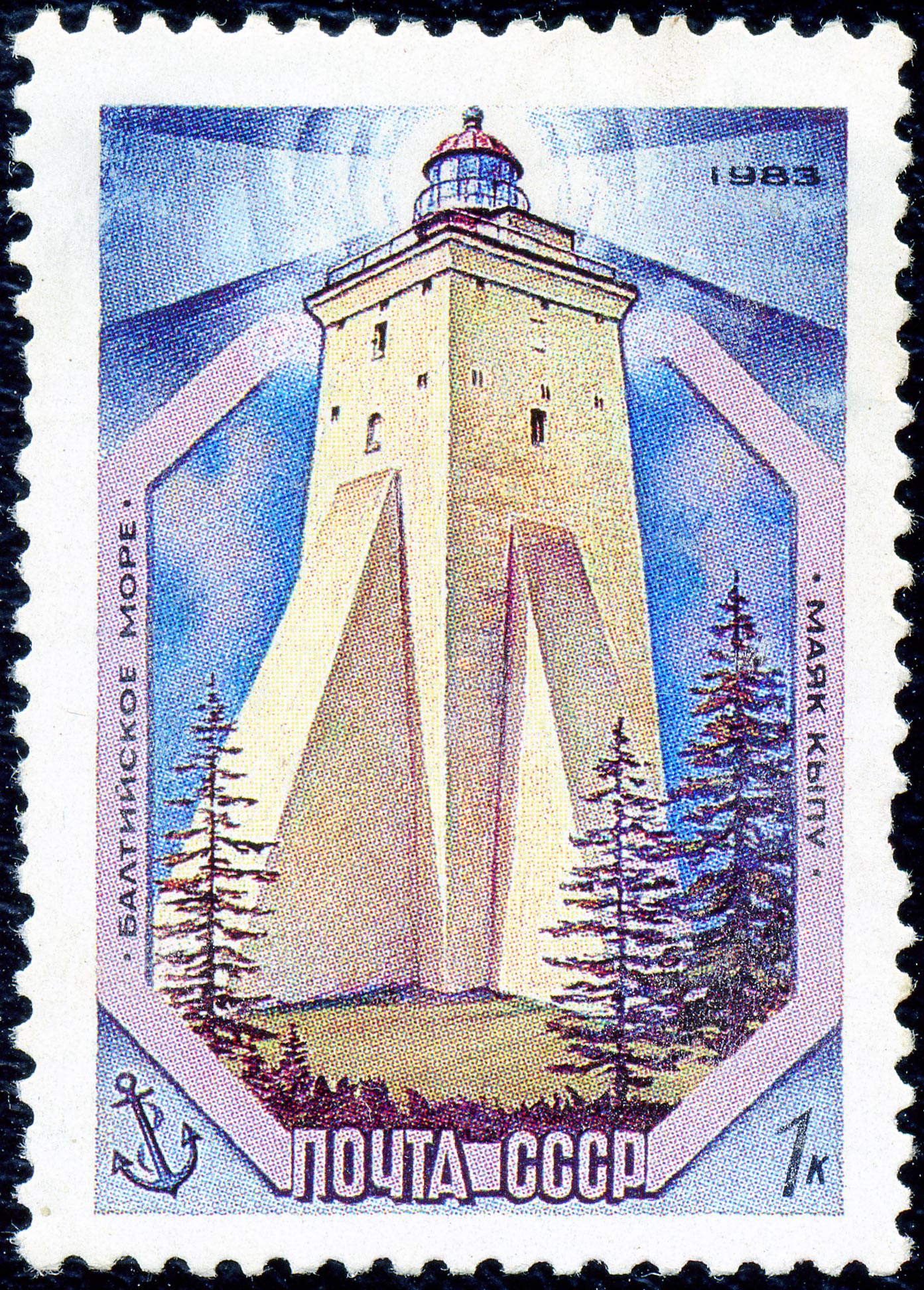
Poštovní známka SSSR z roku 1983

Kvůli postupnému zhoršování stavu majáku došlo k jeho k častým opravám. Hlavní opravy byly provedeny v roce 1957, 1970, 1979–1981 a hlavní oprava v roce 1982. Stěny se v průběhu osmdesátých let částečně rozpadly. K zastavení zhoršení stavu majáku byl postaven 15 centimetrů silný železobetonový plášť, který podpíral základy a stěny (1989–1990). Pro odvod vlhkosti byly využity malé vzduchové kanály v betonu. Horní část majáku byla renovována v roce 2001.

### Současný stav
Maják ztratil svou hlavní navigační roli v roce 1997, kdy jej nahradilo radarové zařízení. Přesto se na jeho službu spoléhají rekreační plavidla a malé rybářské lodě jako na zálohu místo elektronické navigace. Estonský námořní úřad jej stále vede jako aktivní navigační pomoc plavidlům. Maják je chráněnou kulturní památkou od roku 1999.
Pro jeho vzrůstající popularitu se stal symbolem kraje Hiiumaa. Je také významnou turistickou atrakcí, zvláště po zpřístupnění veřejnosti v roce 1999. K dispozici je v blízkosti majáku informační centrum, kavárna a parkoviště. K majáku vede silnice 139.
Maják Kõpu byl vydán v roce 1983 na poštovní známce SSSR a opět byl spolu s majákem Ristna vydán v roce 2000 na poštovní známce Estonska.

## Popis a místo
Maják byl postaven na nejvyšším místě ostrova Hiiumaa na vrcholu kopce Tornimägi (68 m n. m., Věžová hora). Výška samotné stavby je 36 m a zdroj světla se nachází ve výšce 102,6 m n. m., je to nejvýše položený zdroj světla v Baltickém moři. Maják Kõpu je hranolovitá věž s masivními podpěrami, které jsou orientovány podle světových pólů. Věž je postavena z kamene nasucho (bez malty) až do výše 24 m. Vnější v stěny jsou omítnuté vápennou maltou. Je zakončena ochozem a červenou lucernou
Věž obsahuje zhruba na 5000 m3 kamene, jehož hmotnost činí 12 000 tun. Jako stavební materiál byl použit místní vápenec a eratické balvany.
Původně byla věž kompaktní bez místností, na vrchol věže vedly dřevěné schody vně věže, které byly později nahrazeny železnými schody. Při rekonstrukci v roce 1800 bylo schodiště vytesáno (vybouráno) v těle věže.

### Data
Zdroj
- Výška světla: 102 m n. m.
- Dosvit 26 námořních mil
- Dva záblesky bílého světla v intervalu 10 sekund
- Bílá věž s červenou lucernou

### Označení
- Admiralty: C3746
- ARLHS: EST-006
- NGA: 12720
- EVA 668

## Galerie

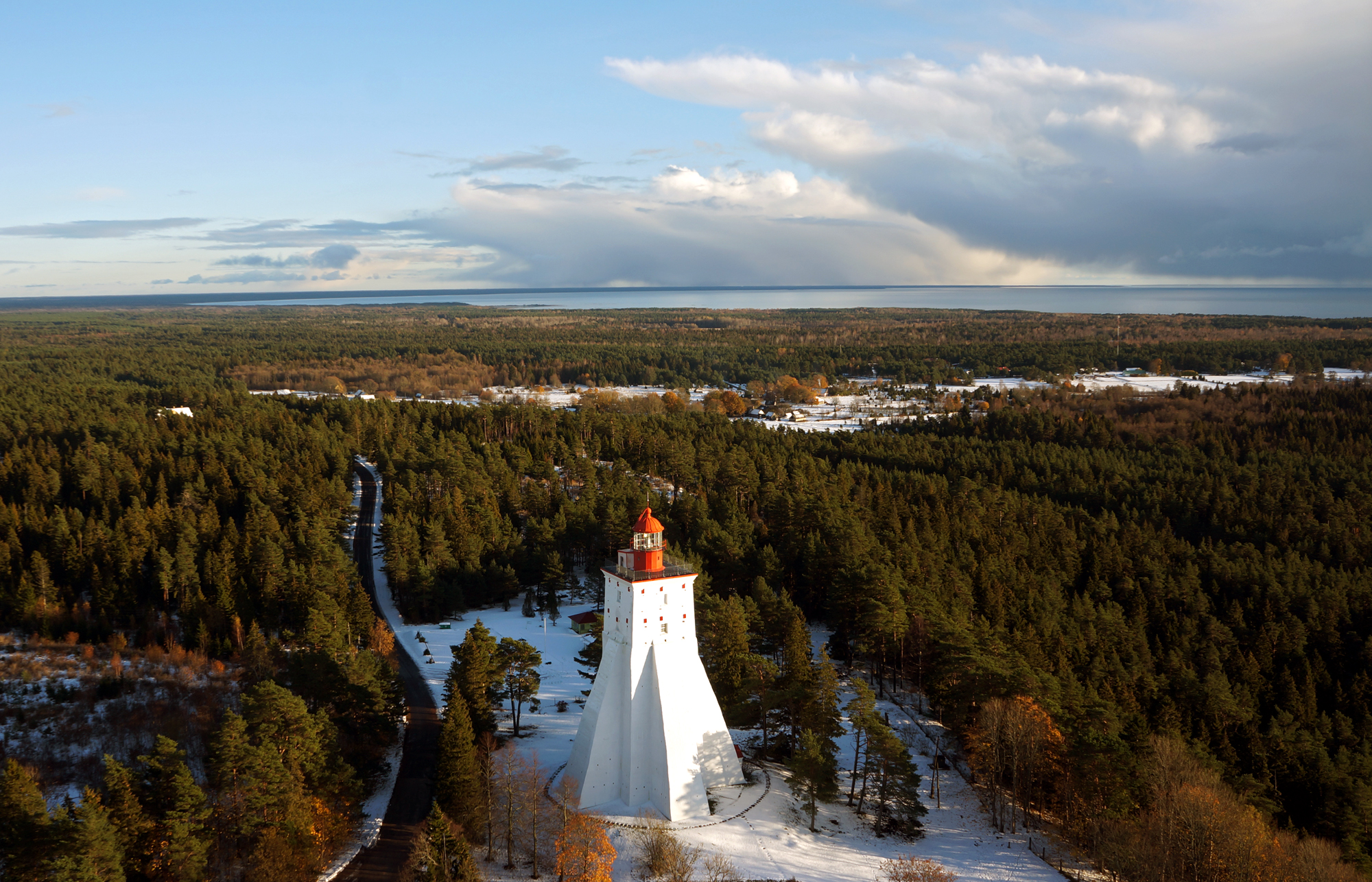
Maják
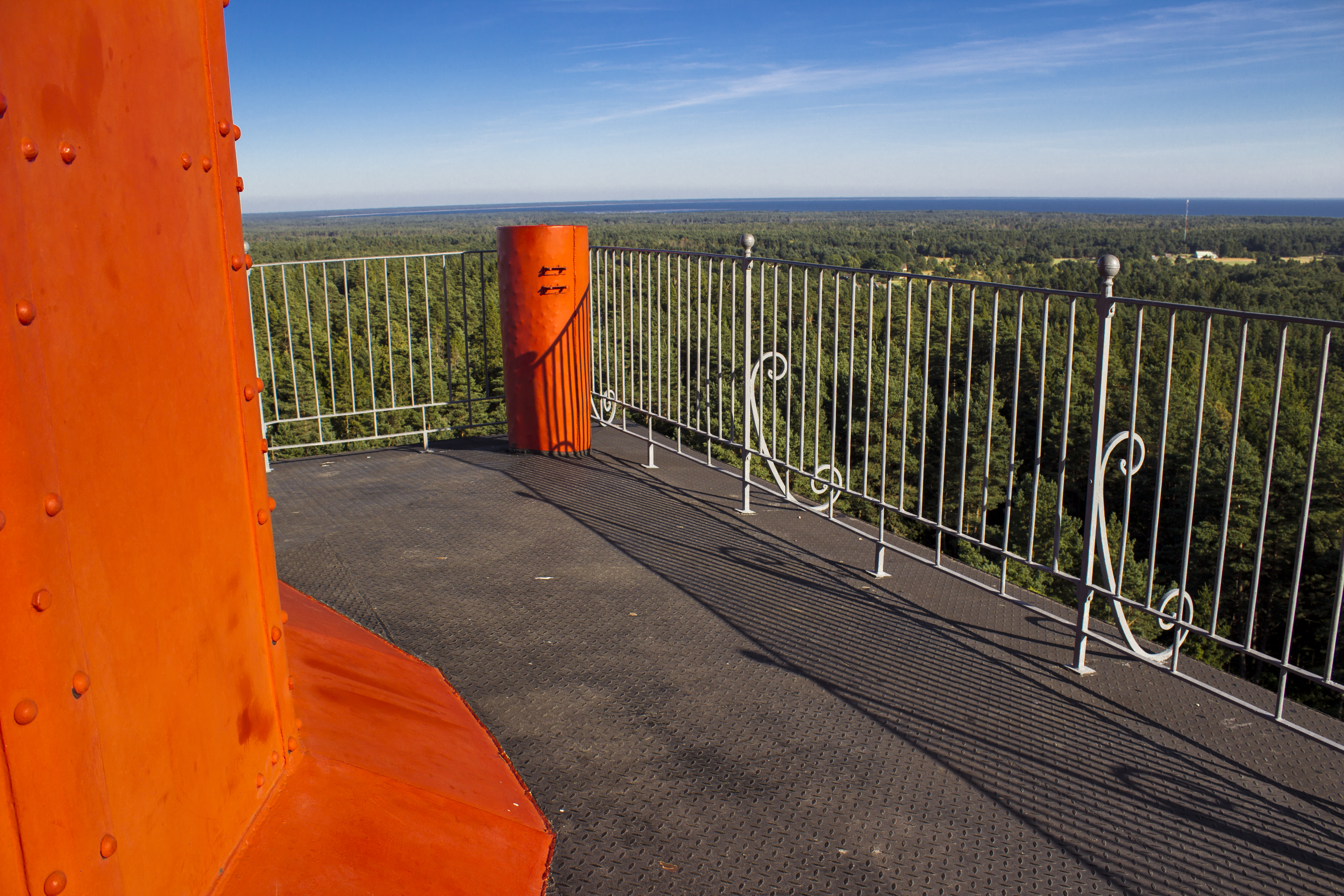
Ochoz věže
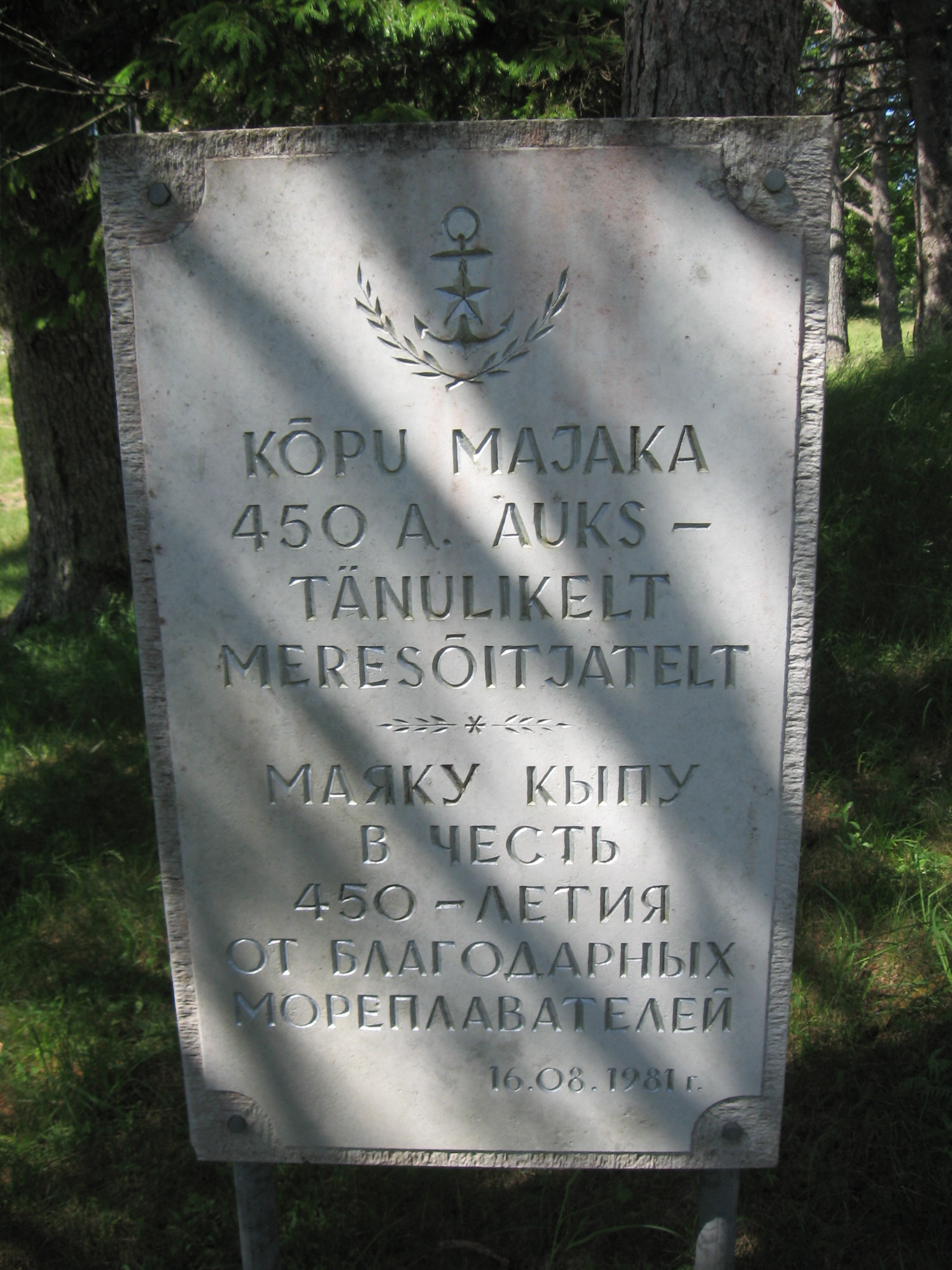
Pamětní deska k 450 výročí majáku
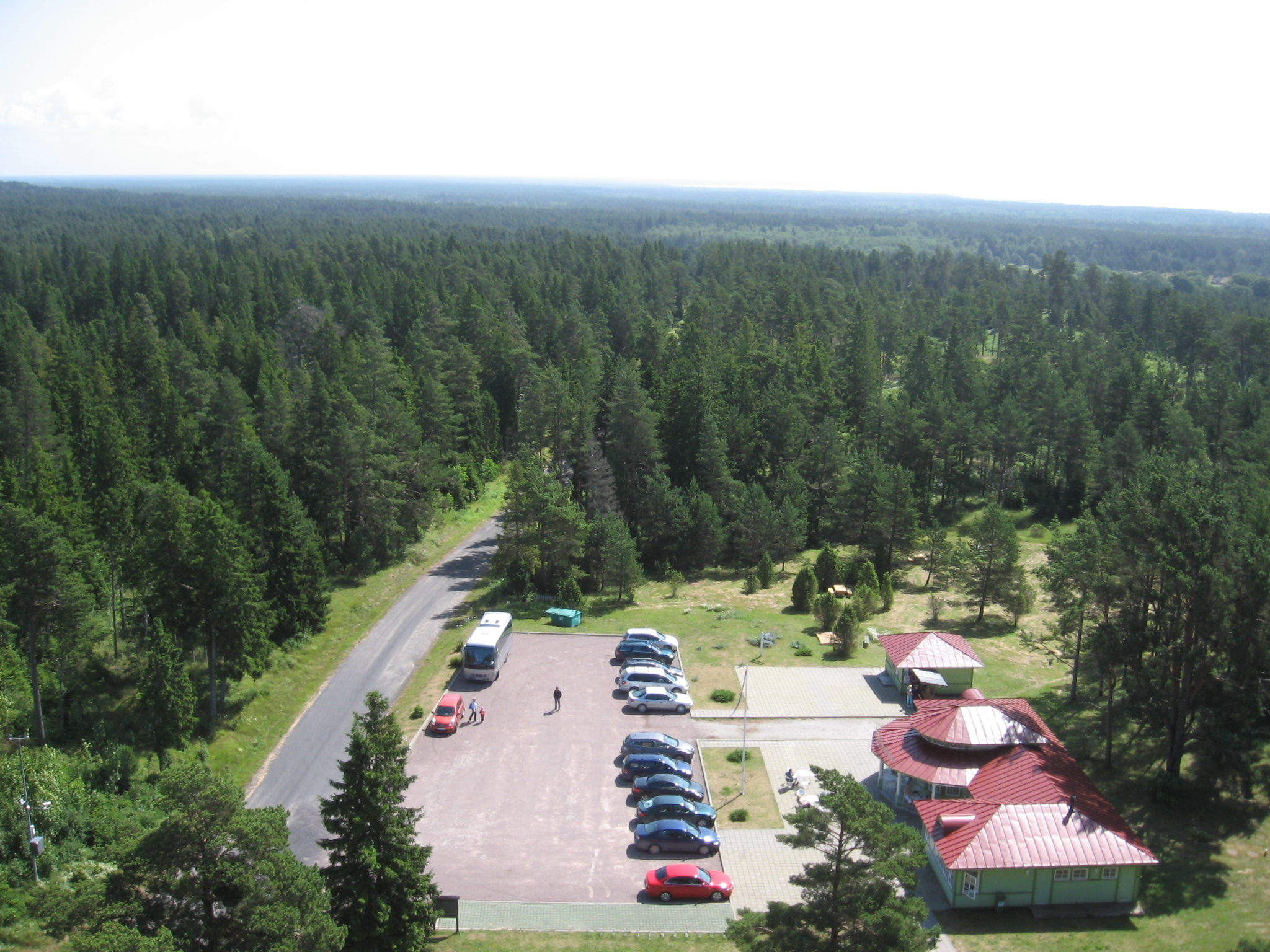
Parkoviště
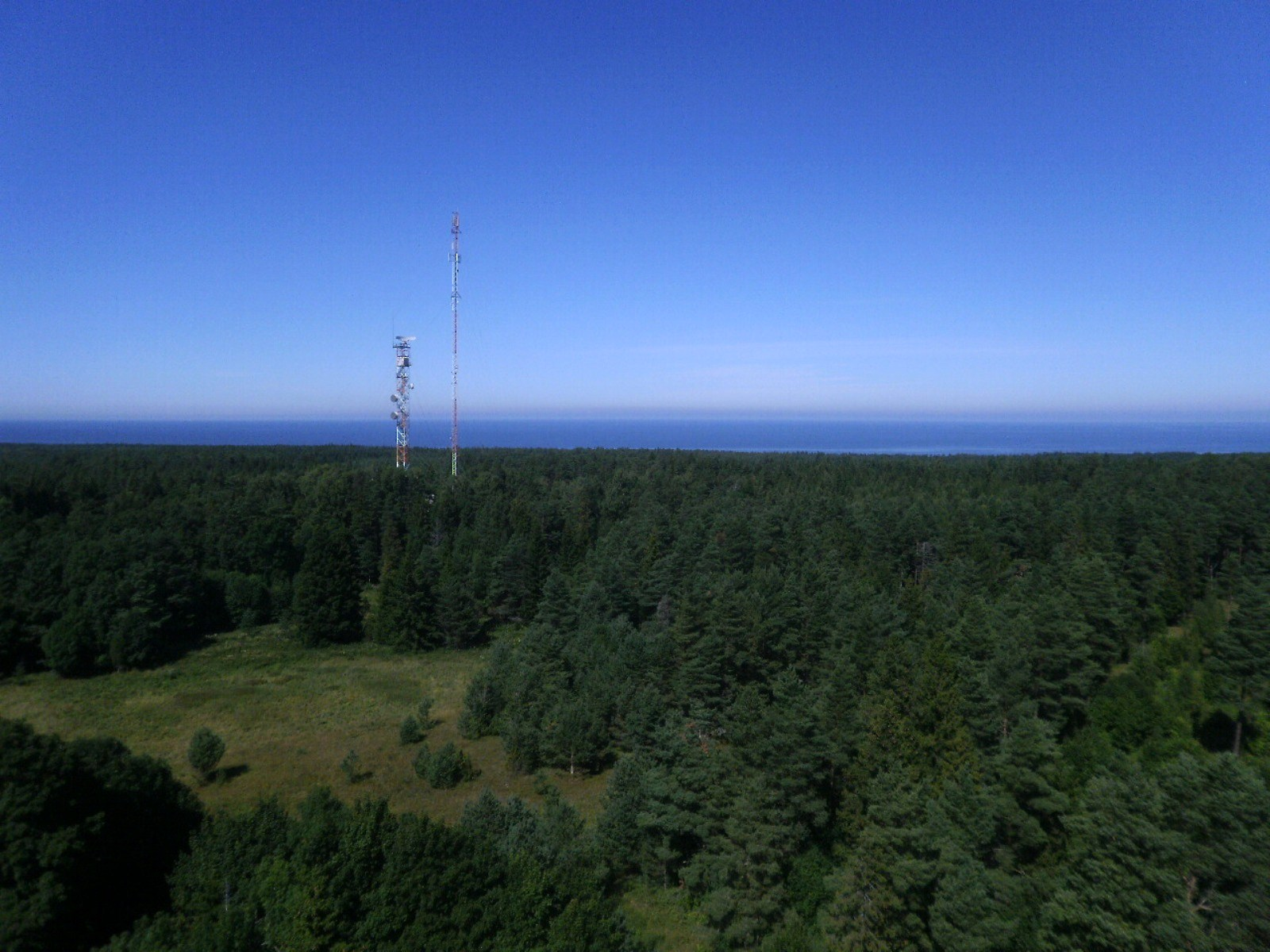
Výhled